# Guillaume Balsarin
Guillaume Balsarin est un imprimeur lyonnais de la fin du XVe siècle qui a imprimé, entre autres ouvrages, La Nef des fous. 
Il a pris le titre de « maître imprimeur » en 1498. À cette époque, il avait adopté un nouveau type de lettres bâtardes, inspirées de celle de son voisin Jacques Maillet.